# 40-мм автоматична гармата Bofors L70
40-мм автоматична гармата Bofors L70 (Bofors 40 mm L/70, Bofors 40 mm/70, Bofors 40/70 тощо) — автоматична гармата багатоцільового призначення, розроблена шведською компанією AB Bofors (нині BAE Systems Bofors) в другу половину 1940-х років як сучасніша заміна успішної розробки тієї ж компанії часів Другої світової війни Bofors 40 мм L/60.

## Історія
З появою реактивних літаків наприкінці Другої світової війни постала потреба у ефективнішому засобі боротьби з ними. Технічних можливостей автоматичної гармати Bofors 40 мм L/60 вже було недостатньо.
Інженери фірми Bofors пішли двома шляхами: збільшили калібр до 57-мм та створили артилерійську установку наземного і корабельного базування, та шляхом загального підвищення характеристик наявної 40-мм системи і вже у 1947 році було представлено перший прототип на випробування.
Серед іншого, нова гармата мала довший ствол — 70 калібрів замість 60 у попередника, потужніший снаряд (гільза 365 мм завдовжки в порівнянні з 310,8 мм у попередника), вдосконалений ударно-спусковий механізм та механізм перезаряджання, завдяки чому темп вогню зріс до 240—300 пострілів на хвилину. Також установка отримала електрогідравлічний механізм наведення.
Завдяки нововведенням початкова швидкість снаряду зросла до близько 1025 м/с, а дульна енергія — до 461 КДж.
Нова установка була прийнята на озброєння шведської армії в 1948 році (за іншими даними — до 1951 року) з позначенням 40mm Luftvärnsautomatkanon m/48 — 40mm Lvakan m/48.
В середині 1980-х Bofors вела роботу над проєктом Trinity (зенітного артилерійського комплексу з інтегрованою системою управління вогнем для застосування у наземних та корабельних установках) внаслідок якого було розроблено боєприпас 3P з поліпшеними аеродинамічними характеристиками, купністю, та електронним підривачем з підтримкою шести режимів роботи. При цьому, програмування режиму відбувається для кожного боєприпаса окремо, в механізмі заряджання безпосередньо перед пострілом.

## Опис

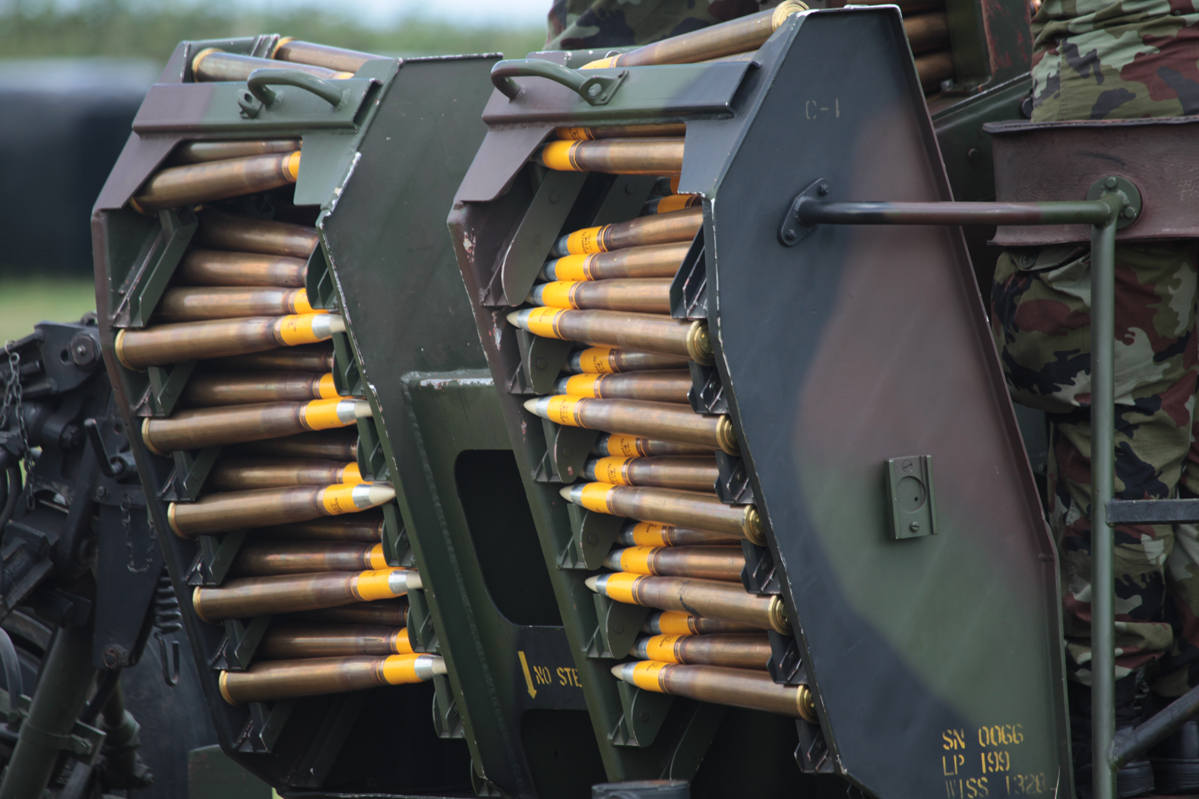
Споряджені у кліпси по чотири снаряди знаходяться на спеціальних поличках в задній частині люльки. Звідси заряджаючі братимуть їх та перекладатимуть в шахту зарядного механізму гармати

Механізм наведення гармати — електрогідравлічний, та потребує живлення електричною енергією. Тому виробник пропонував два основних варіанта установки — «A», з живленням ззовні, через електричний кабель, та «B» — з встановленим прямо на візку електрогенератором, що живить установку 3-фазним змінним струмом напругою 220 В і частотою 50 Гц.
Снаряди в механізм заряджання подають два заряджаючі у кліпсах по 4 снаряда в кожній.
На установці зазвичай встановлювали два рефлекторні приціли NIFE SRS 5 — один для навідника за траверсом, другий — за піднесенням.
Установка передбачає три режими управління:
- ручний: наприклад за умови відсутності електричного живлення. Тоді навідник з лівого боку наводить гармату за кутом піднесення, а навідник з правого боку — за азимутом (траверс). Постріл відбувається при натисканні навідником на педаль.
- електрогідравлічний: тут потрібен лише один навідник, який маніпулятором типу джойстик (але керований обома руками) керує і азимутом, і кутом піднесення. Наявність електричного живлення дає можливість працювати електричному спуску - гачок знаходиться на джойстику. Робоче місце навідника - з лівого боку від гармати.
- дистанційний: цей режим потрібен для роботи під управлінням зовнішньої системи управління вогнем типу Flycatcher, Skyguard, Super Fledermaus, та їм подібних. Така система обраховує траєкторію цілі та встановлює параметри наведення й командами через окремий кабель наводить підпорядковані їй установки (деякі системи здатні керувати як артилерійськими, так ракетними зенітними установками).

Завдяки модернізації максимальний темп вогню вдалось підвищити до 300 пострілів на хвилину, з правого боку від ствола стали встановлювати доплерівський радар для вимірювання початкової швидкості снаряду. Також механізм переведення в похідне положення зробили електрогідравлічним.

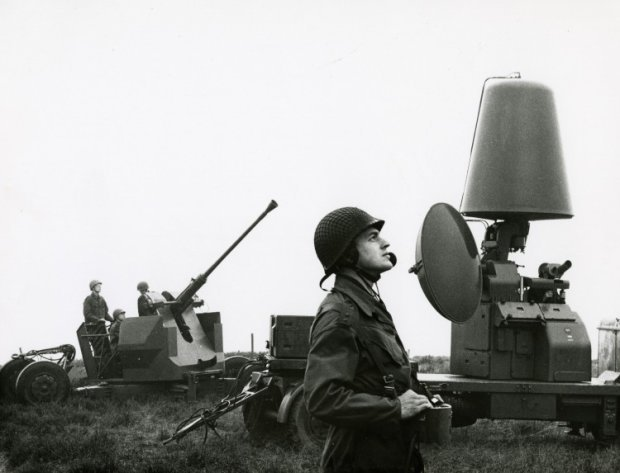
РЛС HSA L4/5 та керований нею L/70
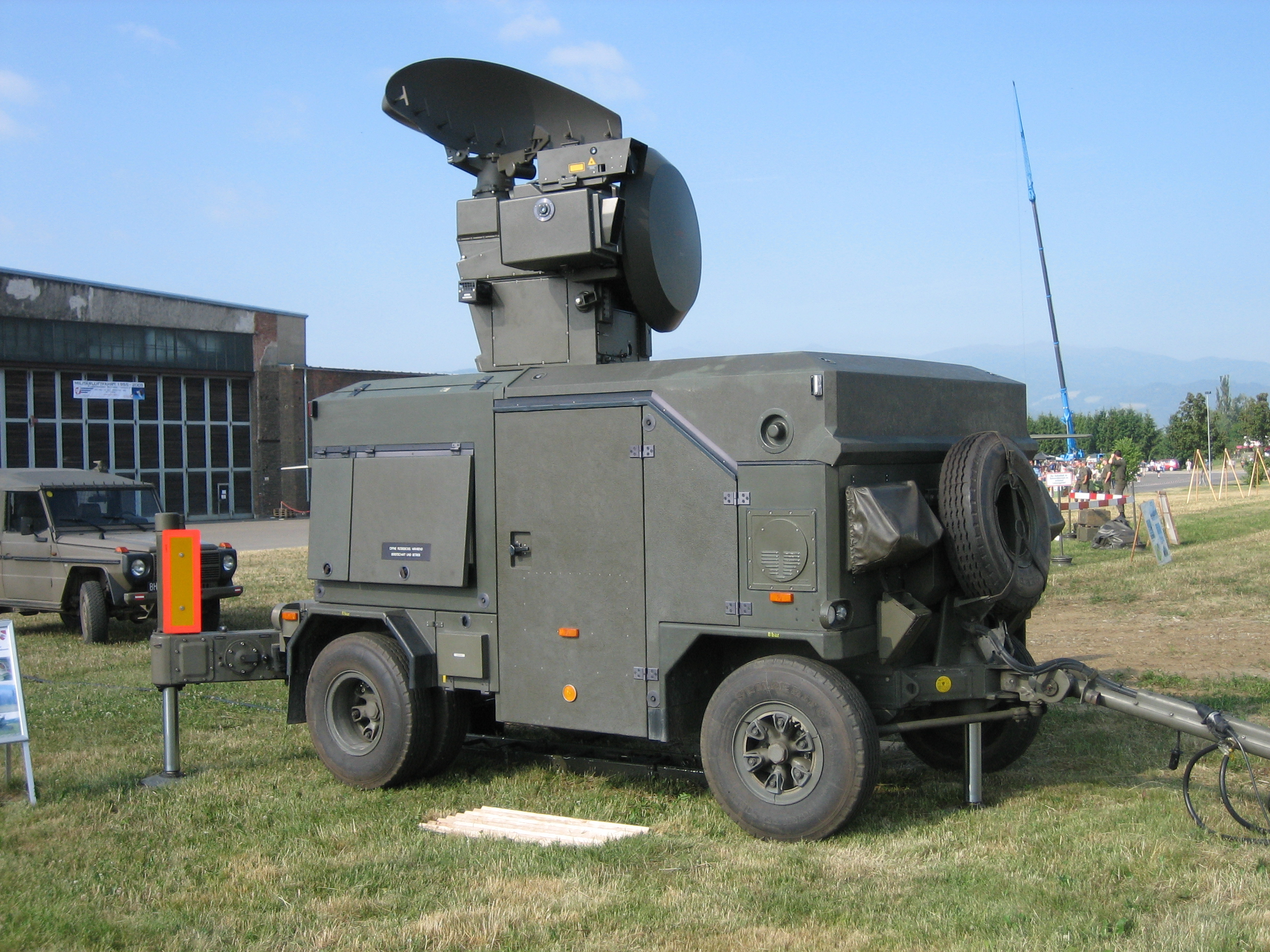
Skyguard
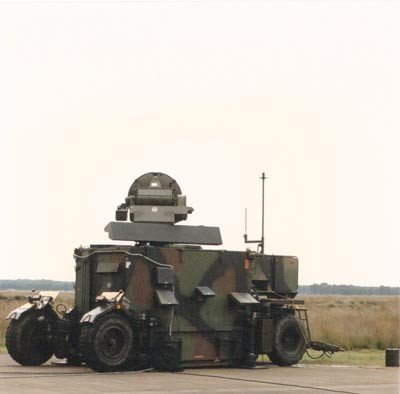
Flycatcher
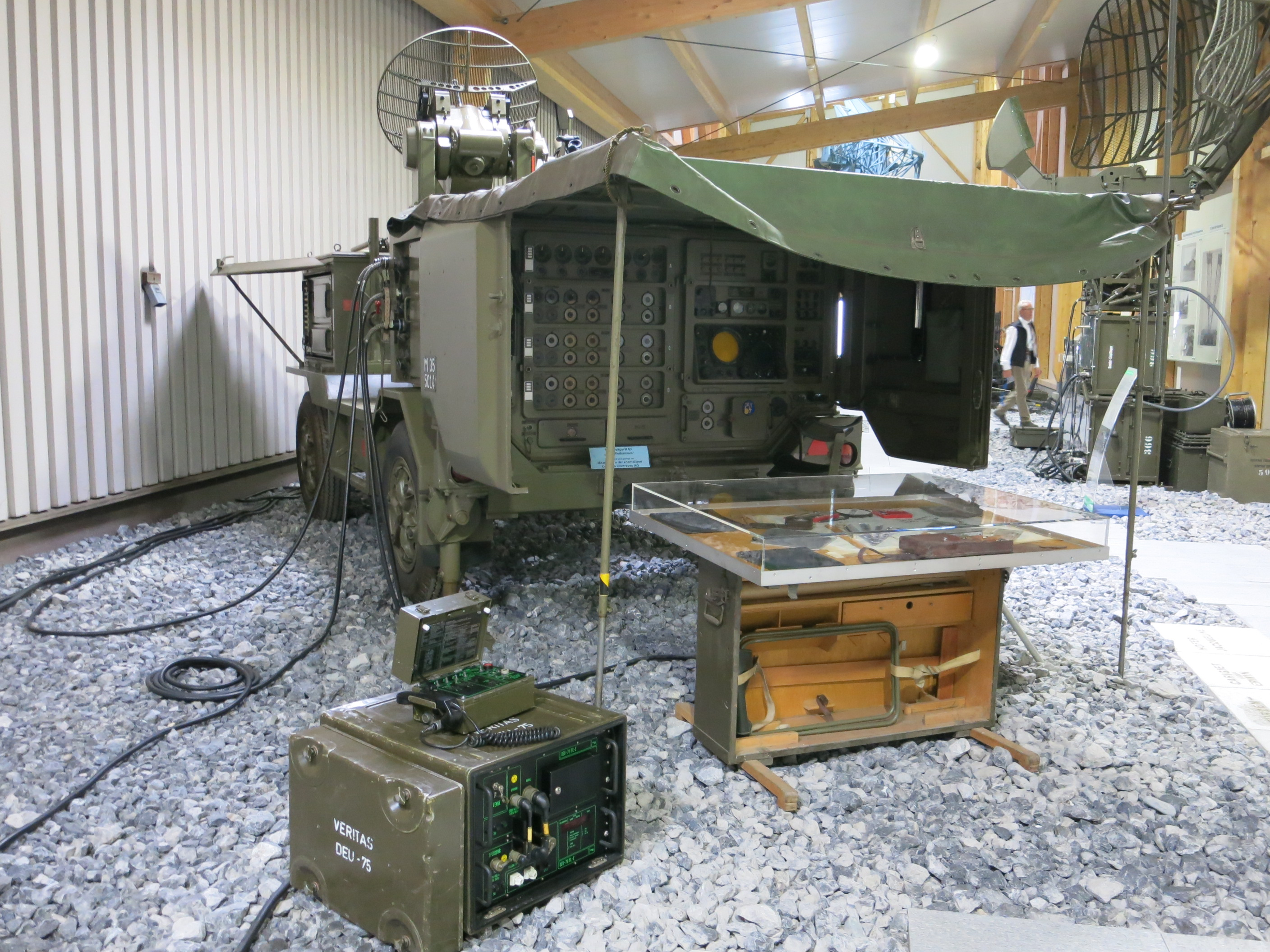
Super Fledermaus

### NIFE SRS-5
Рефлекторні приціли NIFE SRS 5 виробництва Svenska Accumulator AB (Швеція) певний час були базовим засобом прицілювання для установок L/70. Створені на основі прицілів m/42 та m/42 B (використані у Saab B 17 та Saab B 18) часів Другої світової війни вони зберегли дзеркало Мангіна в своїй основі, але отримали низку вдосконалень.
Зокрема, ці приціли мали порівняно широке поле зору, відсутність вібрацій, компактність, можливість дивитись на ціль обома очима. Також була можливість міняти прицільну сітку в залежності від застосування — наприклад, корабельні установки потребували дещо іншу прицільну сітку, аніж наземні установки.
З розвитком опто-електронних та радіолокаційних прицільних систем попит на рефлекторні приціли впав, а їхня вартість зросла. З рештою, виробництво було згорнуто.
Зазвичай, на установку встановлювали два приціли — один для навідника за траверсом, другий — за піднесенням.

### BOFI

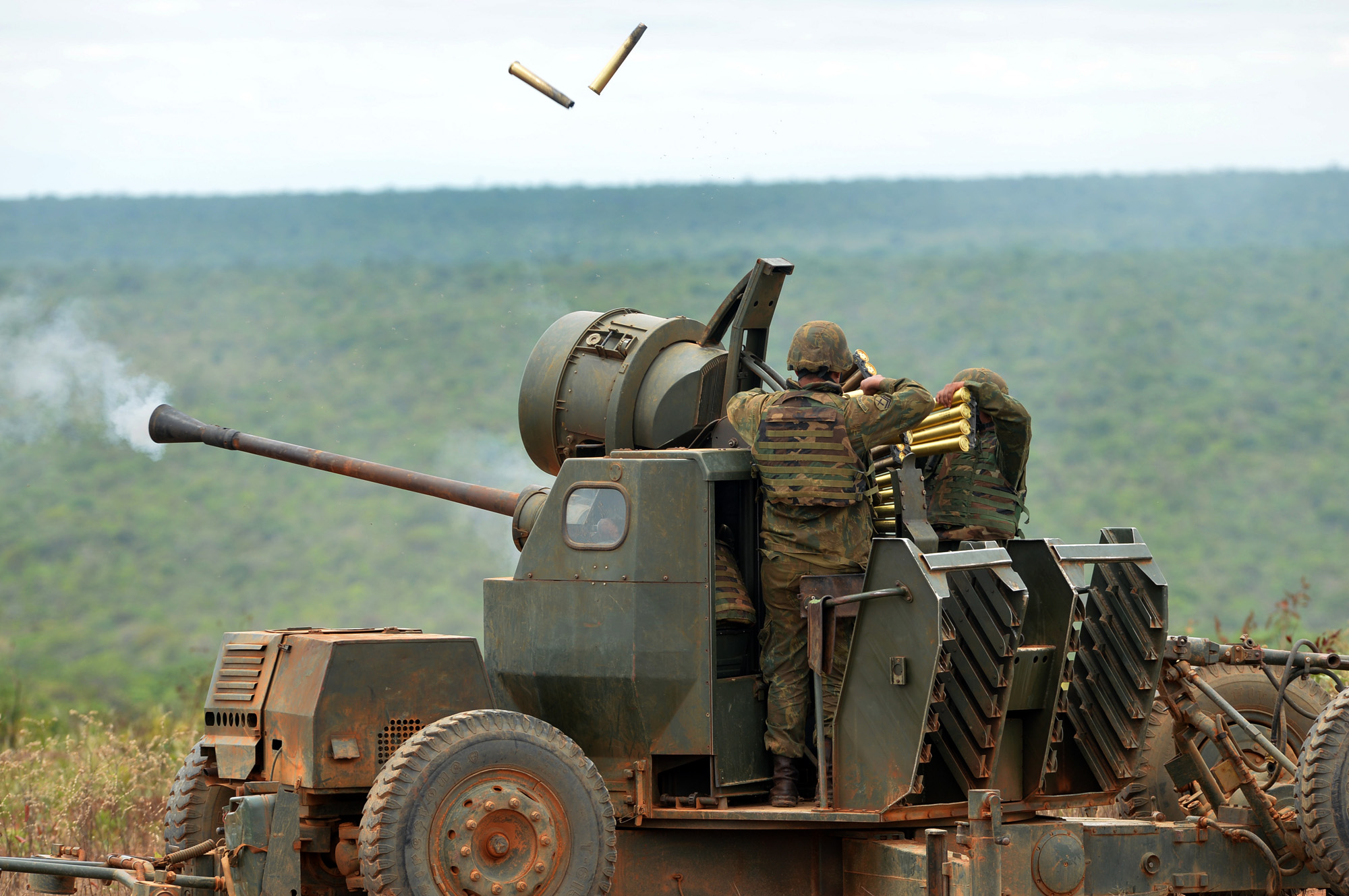
Робота розрахунку Бразильських військових. Два заряджаючих подають кліпси зі снарядами, з лівого боку на візку видно короб з електрогенератором, а над стволом гармати — РЛС системи BOFI-R

Аби спростити процес розгортання та здешевити експлуатацію були створені системи BOFI (англ. Bofors Optronic Fire control Instrument) для застосування вдень та вночі в умовах гарної видимості та всепогодний цілодобовий BOFI-R з інтегрованою РЛС. Перша система без РЛС була запропонована на ринок з 1976 року, друга — з 1979 року.
Система BOFI має в складі лазерний далекомір, але вимагає від оператора вручну утримувати ціль в прицілі до обрахування необхідних кутів наведення та упередження. Натомість BOFI-R завдяки РЛС здатен автоматично захоплювати та супроводжувати ціль незалежно від погодних умов.
Денний приціл — телескоп, нічний — електронно-оптичний перетворювач, РЛС діє в Ku-діапазоні (J-діапазоні) частот 15,9 — 17,1 ГГц. Лазерний далекомір — Nd:YAG-лазер з частотою вимірювання 10 Гц.
Попри те, що кожна установка обладнана BOFI або BOFI-R може діяти повністю автономна, існує можливість отримання координат цілі від зовнішніх джерел, наприклад — пошукових РЛС.
Так, Шведська армія використовувала установки L/70 разом з РЛС PS-70/R (місцеве позначення РЛС Giraffe). Ці РЛС мають модуль обчислення координат виявленої цілі, що через спеціальний радіопередавальний пристрій передає їх зенітним розрахункам на спеціальні термінали на відстань до 5 км. Отримавши координати, термінал перетворює їх відносно положення зенітного розрахунку, завдяки чому зенітний розрахунок може скерувати свої засоби ураження (наприклад, ПЗРК RBS-70, легкі зенітні установки L/70, тощо) на ціль.
При використанні снарядів PFHE Mk 2 обладнана системою BOFI установка має 22 готових та 96 на полицях снарядів й веде вогонь чергами по 10 пострілів на ефективну відстань до 4 км.

## Використання
Артилерійська частина зенітної установки знайшла широке застосування у різноманітних системах, зокрема:

### Бронетехніка
- Основне озброєння бойових машин піхоти Шведської армії CV9040[8]
  - та зенітні самохідні установки LvKv 90 (CV 9040 AA) на тому ж шасі CV 90[9]
- Основне озброєння бойової машини піхоти Республіки Корея K21
- Основне озброєння перспективної бойової машини піхоти Індії Abhay
- Проєкт самохідної зенітної артилерійської установки Bofors VEAK 40
- Проєкт самохідної зенітної артилерійської установки M247 Sergeant York

### Корабельні установки
- Breda (OTO Melara) Twin 40L70[10], Type 64, Type 106, Type 107, Type 564, Type 520 та DARDO/Fast Forty.
- Bofors 40 Mk4 виробництва BAE Systems[11].

## Номенклатура боєприпасів

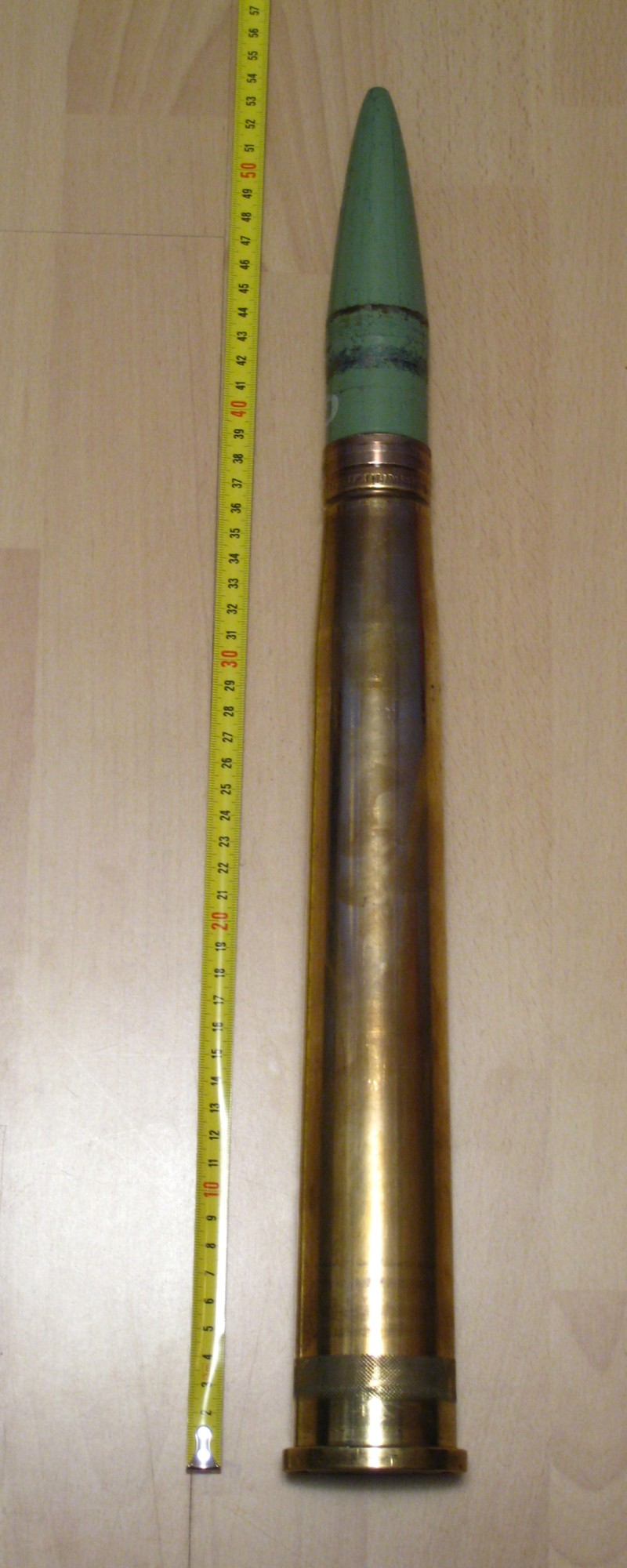
Унітарний постріл 40×365 мм R поруч з лінійкою

За час існування артилерійської системи для неї було створено різні типи боєприпасів. Вони також сумісні з ланцюговою гарматою Bushmaster IV та іншими.
Основними боєприпасами для зенітної установки є унітарні набої калібру 40×365 мм R:
- HE-T (фугасний з трасером): снаряд містить 100 г вибухової суміші та має контактний підривач[12]
- AP-T (бронебійний з трасером): сталевий снаряд масою 930 г; бронепробиття 50 мм під кутом 60° на відстані 100 m[12]
- HCHE (фугасний підвищеної ємності): снаряд масою 870 г, містить 165 г вибухової суміші та має контактний підривач з затримкою[12]
- PFHE (осколково-фугасний): снаряд масою 880 г, містить 120 г вибухової суміші, з середини стінки снаряду вкриті 650 сферичними готовими уламками діаметром 3 мм з вольфраму, має неконтактний підривач[12]
- MP-T (багатоцільовий): снаряд масою 940 г типу Raufoss Multipurpose SAPHEI, містить 105 г вибухової суміші[12]
- 3P: снаряд масою 975 г подібний за будовою на PFHE, однак підривач має 6 режимів роботи (неконтактний, контактний, програмований за часом тощо)[12]
- APFSDS (бронебійний підкаліберний оперений з піддоном): снаряд масою 500 г містить бронебійний стрижень масою 200 г, 200 мм завдовжки та 11 мм в діаметрі; початкова швидкість становить близько 1500 м/с. Набої такого типу були створені для бойової машини піхоти CV9040 та корабельної установки OTO Breda DARDO (тут початкова швидкість менша, близько 1350 м/с)[12]

### PFHE
Снаряд PFHE (від англ. Pre-fragmented high-explosive — буквально, фугасний з готовими уламками) був представлений у 1975 році разом з майбутньою системою BOFI. Відтоді було виготовлено понад мільйон штук для 30 різних країн. В 1983 році була представлена оновлена версія Mk 2 з електронікою на новій елементній базі та поліпшеними алгоритмами обробки сигналів.
Снаряд має інтегрований неконтактний доплерівський радіопідривач, завдяки чому ефективність у порівнянні зі снарядами з контактним підривачем зросла на кілька порядків. Електронний підривач переходить в бойовий стан через 200 м польоту після пострілу та починає відстежувати відстань до цілі через 500 м після пострілу.
Корпус снаряда виготовлений зі спеціального сплаву таким чином, що при вибуху він утворює понад 2000 уламків. На додачу, до внутрішньої поверхні снаряда приклеєно 650 карбід вольфрамових кульок діаметром 3 мм. При вибуху уламки розлітаються зі швидкістю 1000—1500 м/с.
В залежності від цілі, електронний підривач має різну чутливість: 6,5-7 м для літаків, 4,5 м для крилатих ракет, для стрільби по надмаловисотних цілях (що летять на висоті 5 м) підривач спрацює за 3 м від неї.
Повна вага унітарного пострілу — 2,4 кг, із них снаряда — 880 г (містить 120 г вибухової суміші Октол), метального заряду — 485 г, гільза — 1 кг. Початкова швидкість — 1025 м/с.
Було налагоджене ліцензійне виробництво низкою виробників у різних країнах. Виготовлені снаряди можуть мати певні відмінності від базового (інші радіопідривачі, вибухова суміш тощо).

### 3P
Снаряд 3P (англ. Pre-fragmented Programmable Proximity Fuzed, PFPPX) створений в 1980-ті роки в рамках програми модернізації зенітної установки англ. Trinity (зенітного артилерійського комплексу з інтегрованою системою управління вогнем для застосування у наземних та корабельних установках).
Новий боєприпас має поліпшені аеродинамічні характеристики, купність, та має програмований електронний підривач з шістьма режимами роботи. При цьому, програмування режиму відбувається для кожного снаряду окремо, в механізмі заряджання безпосередньо перед самим пострілом.
Підривач може бути запрограмований як звичайний неконтактний радіопідривач (для ураження повітряних цілей), через заданий час після пострілу (для ураження маневрових неброньованих або легкоброньованих надводних цілей або ж живої сили та техніки в укриттях за перешкодами), як звичайний контактний та як бронебійний.
Ці снаряди були інтегровані у низку корабельних установок та в боєкомплект бойових машин піхоти CV 9040 та самохідної зенітної артилерійської установки CV 90 TriAD (Lvkv A2).

## Тактико-технічні характеристики
Тактико-технічні характеристики базової версії:
- Калібр: 40 мм (40×365 мм R)
- Противідкотний пристрій: гідравлічний з пружиною[4]
- Затвор: вертикальний[4]
- Маса: 4800 кг (Тип А), 5700 кг (з BOFI-R)[4]
- Довжина:
  - в похідному положенні: 7290 мм
- Довжина без зчеплення: 6270 мм
- Ширина
  - в бойовому положенні: 4440 мм
  - в похідному положенні: 2250 мм
- Висота:
  - в бойовому положенні: 1940 мм
  - в похідному положенні: 2350 мм
- Довжина ствола: 2800 мм
- Кути піднесення: -5°…+90°
- Кути обертання: 360°
- Темп вогню: 240 пострілів/хв
- Максимальна дальність, горизонтальна: 12 620 м[17]
- Ефективна дальність по повітряних цілях: 3000-4000 м[17]
- Боєкомплект: 26 пострілів у магазині та 96 на полицях[4]
- Обслуга: від 4 до 6 чоловік, 2 з них знаходяться в люльці, решта подає снаряди[4]

## Бойове застосування

### Війна Судного дня

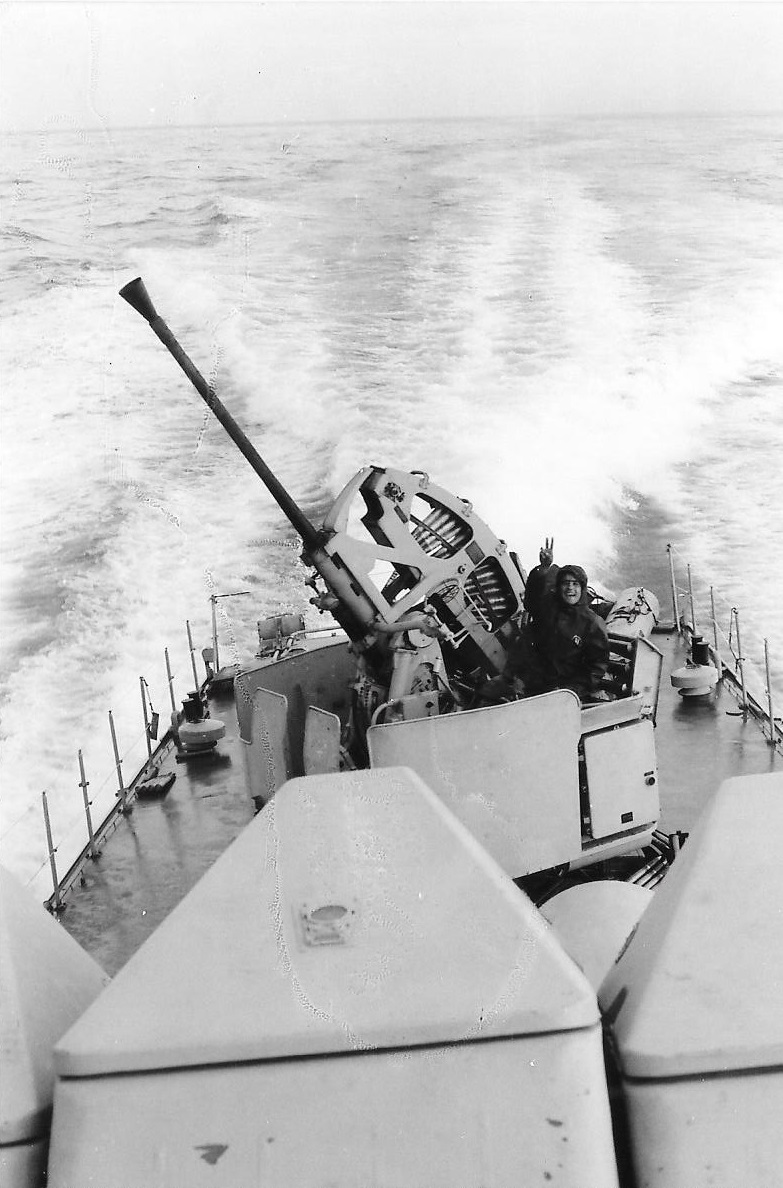
40-мм корабельна установка L/70 на ізраїльському катері типу «Саар-2»

Кожен ізраїльський ракетний катер типу «Саар-2» був озброєний, серед іншого, 40-мм артилерійськими установками з гарматами L/70. Під час Арабо-ізраїльської війни 1973 року (також відома, як війна Судного дня) стався морський бій на рейді Латакії. В ніч з 6 на 7 жовтня 1973 року ізраїльські ВМС здійснили атаку на сили Сирійських ВМС поблизу їх бази в Латакії.
Під час цього бою команда одного сирійського ракетного катера проєкту 183-Р після витрати протикорабельних ракет намагалась врятуватись та викинула катер на узбережжя дещо південніше Латакії. Ізраїльський ракетний катер INS Miznak підійшов на відстань близько 1 км та з 40-мм установки знищив сирійський катер.
Рішення знищити сирійський катер гарматами з малої відстані було продиктоване тим, що узбережжя в тому місці мало високий крутий берег, а тому був ризик того, що напівактивна головка самонаведення протикорабельних ракет Gabriel буде неспроможна «захопити» ціль.

### Операція «Буря в пустелі»
Зенітні установки L/70 перебували на озброєнні військових Саудівської Аравії. Підрозділи зенітної артилерії союзників були розподілені серед сухопутних військ «в пустелі». Однак, оскільки повітряні сили Іраку були не надто активними, то зенітна артилерія та зенітні підрозділи взагалі, окрім батарей MIM-104 Patriot, повітряні цілі не збивали.

### Операція «Союзна сила»
Перед початком бомбардування Югославії силами НАТО (Операція «Союзна сила») в 1999 році Югославія мала розгалужену ешелоновану систему протиповітряної оборони, яка мала на озброєнні зенітні ракетні комплекси різних видів, ПЗРК, зенітну артилерію (понад 1800 одиниць різних видів), в тому числі — певну кількість установок L/70 з наведенням РЛС Giraffe (станом на 1991—1992 роки Югославія повідомляла про наявність на озброєнні 128 установок L/70, а основним видом зенітної артилерії були установки Zastava M-55).
Попри те, що зенітна артилерія не мала на рахунку збиті пілотовані літальні апарати, вона все ж таки обмежила свободу дій авіації союзників на малій висоті. Через відсутність випромінювання РЛС зенітні установки та ПЗРК було важко виявити та знищити, при цьому вони зберігали доволі високу ефективність, надто проти вертольотів та штурмовиків.
З використанням зенітної артилерії, ПЗРК, та зенітних керованих ракет комплексу «Куб» в оптичному режимі наведення сербським військовим вдалось збити понад 25 БПЛА та 20 крилатих ракет союзників.

## Оператори
- Бахрейн: 12, станом на 2021 рік
- Боснія і Герцеговина: 16, станом на 2021 рік
- Бразилія: 33 (деякі з BOFI), станом на 2021 рік
- Венесуела: 114+, станом на 2021 рік
- Габон: 3, станом на 2021 рік
- Джибуті: 5, станом на 2021 рік
- Еквадор: 30 (M1A1), станом на 2021 рік
- Індонезія: 90+, станом на 2021 рік
- Індія: 1920 L40/70, станом на 2021 рік. Було налагоджене ліцензійне виробництво.
- Іран: 50, станом на 2021 рік
- Ірландія: 32 та 8 систем Flycatcher, станом на 2021 рік
- Йорданія: 22 з системами Flycatcher, станом на 2021 рік
- Кенія: 13, станом на 2021 рік
- Латвія: 24, станом на 2021 рік
- Малайзія: 36 L40/70, станом на 2021 рік
- Нігерія: певна кількість, станом на 2021 рік
- Південна Корея: 80 установки L60 та L70, станом на 2021 рік
- Республіка Китай: певна кількість, станом на 2021 рік
- Саудівська Аравія: 150 на зберіганні, станом на 2021 рік
- Сербія: 60, станом на 2021 рік
- Таїланд: 48, станом на 2021 рік
- Туреччина: 803 установки L60 та L70, станом на 2021 рік
- Україна: 36 установок отримано від Литви в лютому 2023 року
- Швеція: 30 LvKv 90, станом на 2021 рік

В різний час було налагоджене виробництво за ліцензією у Великій Британії, Індії (також було налагоджене виробництво систем управління вогнем Super Fledermaus та Flycatcher), Іспанії, Італії (Breda 40 мм), Нідерландах, Німеччині та Норвегії.
Перебувала на озброєнні в Аргентині, Австрії, Греції, Німеччині, Ізраїлі, Норвегії, Сінгапурі, Чилі, та інших країнах.

### Велика Британія
Велика Британія була активним оператором 40-мм зенітних установок L/60, в тому числі — в корабельному варіанті. Однак в 1980-ті роки їх було знято з озброєння.
В 2021 році було вирішено озброїти майбутні фрегати типу 31 корабельними артилерійськими установками Bofors 40mm Mk 4. В боєкомплекті будуть снаряди 3P.

### Індія

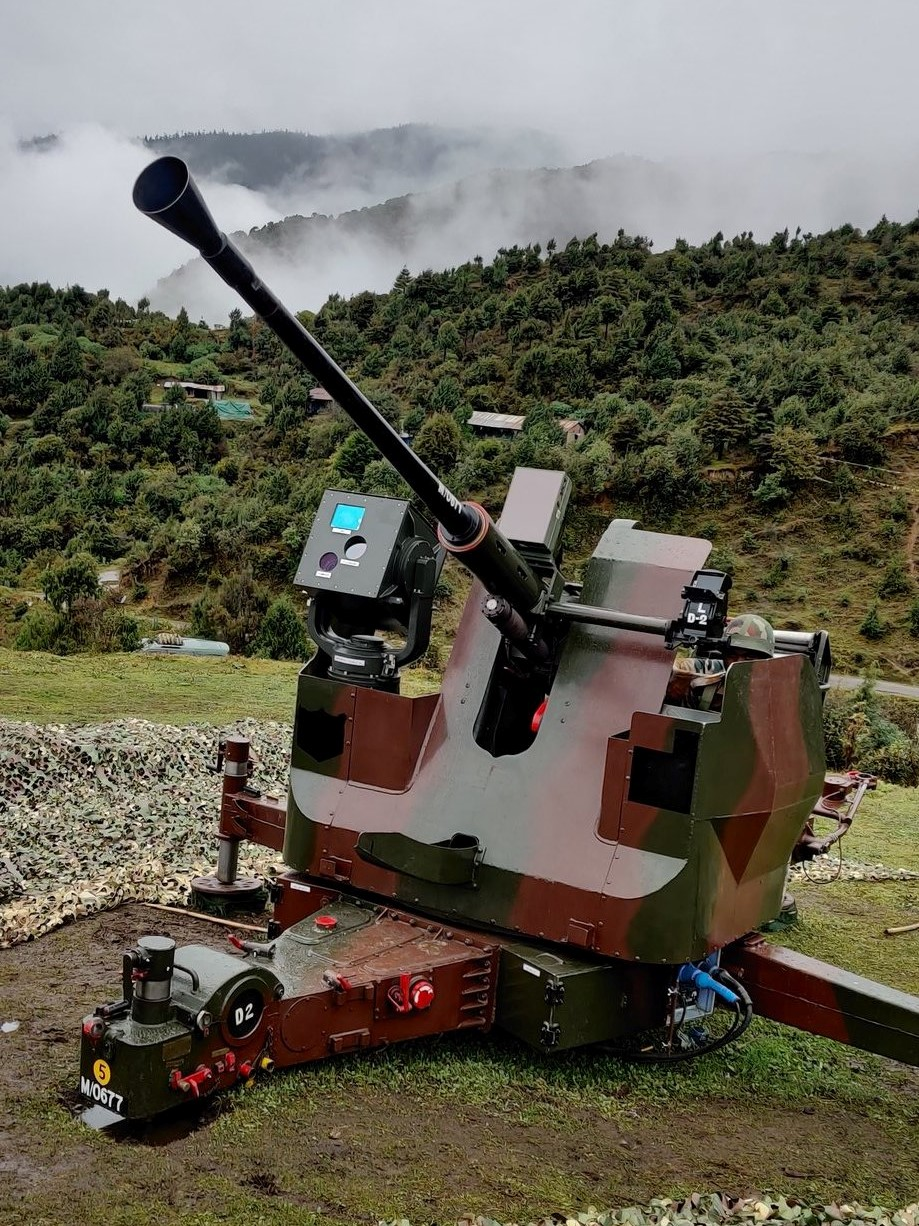
Індійська модернізована установка L/70, 2022 рік

Артилерійські установки L/70 надійшли на озброєння індійської армії в 1964 році.
Тут було налагоджене ліцензійне виробництво як самих артилерійських установок, так і систем управління вогнем Super Fledermaus та Flycatcher. Угода на ліцензійне виробництво Super Fledermaus була підписана зі Швейцарською стороною в червні 1961 року, а саме виробництво запрацювало з 1963 року. Крім того в 1962 році, було погоджено спільну розробку зенітного ракетного комплексу середнього радіусу дії Project Indigo.
Модифікація з BOFI-R отримала місцеву назву Sudarshan Chakra через здатність автоматично відстежувати захоплену ціль.
Проте, попри прийняття на озброєння в 1964 році, станом на 1971 рік, коли сталась Третя індо-пакистанська війна, основу зенітної артилерії складали застарілі L/60.
На думку індійського військового керівництва наявні на озброєнні артилерійські установки вже безнадійно морально застарілі, та потребують повної заміни. В їхніх планах було здійснити оновлення парку зенітної артилерії ще до грудня 1999 року. Однак, ці плани не вдалось втілити вчасно.
В 2007 та 2009 роках Індійське міністерство оборони оголошувало міжнародні тендери на придбання сучасної заміни установкам L/70, однак тендери були провалені через малу кількість учасників. А тендер оголошений в 2013 році взагалі провалився через відсутність учасників.
Індійське міноборони намагалось знайти заміну й РЛС управління Flycatcher та Upgraded Super Fledermaus. В квітні 2008 року було оголошено тендер на суму $300 млн на придбання 66 РЛС разом з технологіями виробництва.
В травні 2014 року Індійське міністерство оборони оголосило тендер тепер вже серед місцевих компаній на заміну установок L/70. Наступного року на цю програму було виділено близько $3 млрд. Уряд прагне придбати 938 артилерійських установок на заміну наявним L/70 та ЗУ-23-2.
В листопаді 2015 року компанія Bharat Electronics Limited передала індійській армії перші дві модернізовані установки. Зміни торкнулись системи управління вогнем, системи спостереження і наведення, електричні підсистеми живлення тощо. Установки отримали сучасну електро-оптичну станцію наведення з денним та нічним режимом, автоматичним відстеженням цілі, акумуляторними батареями на 10 годин роботи, радар для вимірювання дульної швидкості снарядів тощо.
В травні 2019 року Індійські збройні сили поскаржились міністерству оборони на якість боєприпасів виробництва державної компанії Ordnance Factory Board. Через часті дефекти трапляються тяжкі поранення та навіть летальні випадки, й тому армії довелось призупинити навчальні стрільби, зокрема, з установок L/70.
Аби сприяти створенню виробництв важливих систем в країні, в серпні 2020 року міністр оборони Індії встановив ембарго на імпорт певних виробів. До переліку з 101 позиції увійшли й наступники РЛС Flycatcher та Upgraded Super Fledermaus (USFM). Такий крок покликаний також зменшити залежність від інших країн. Індійська промисловість на цей час вже завершувала розробку вітчизняної РЛС управління зенітною артилерією ADFCR (англ. Air Defence Fire Control Radar) Atulya.
На тлі прикордонного конфлікту з Китаєм в жовтні 2021 року Індійська армія посилила лінію розмежування з Китаєм модернізованими установками L/70 та гаубицями M777. При чому артилерійські системи були інтегровані в інформаційну систему управління «Shakti» спільної розробки BEL та DRDO.

### Іран
До революції 1979 року Іран мав на озброєнні близько 100—180 установок L/70. Проте після Ірано-іракської війни та тривалих санкцій про їхній стан країна не повідомляє. Та все ж основу зенітної артилерії складають установки ЗУ-23-2, які країна здатна виготовляти самотужки.
Також на озброєнні перебувають придбані в 1960-ті та 1970-ті роки кораблі (типів Kaivan, Parvin, тощо) озброєні корабельними версіями 40-мм гармат L/60.

### Латвія

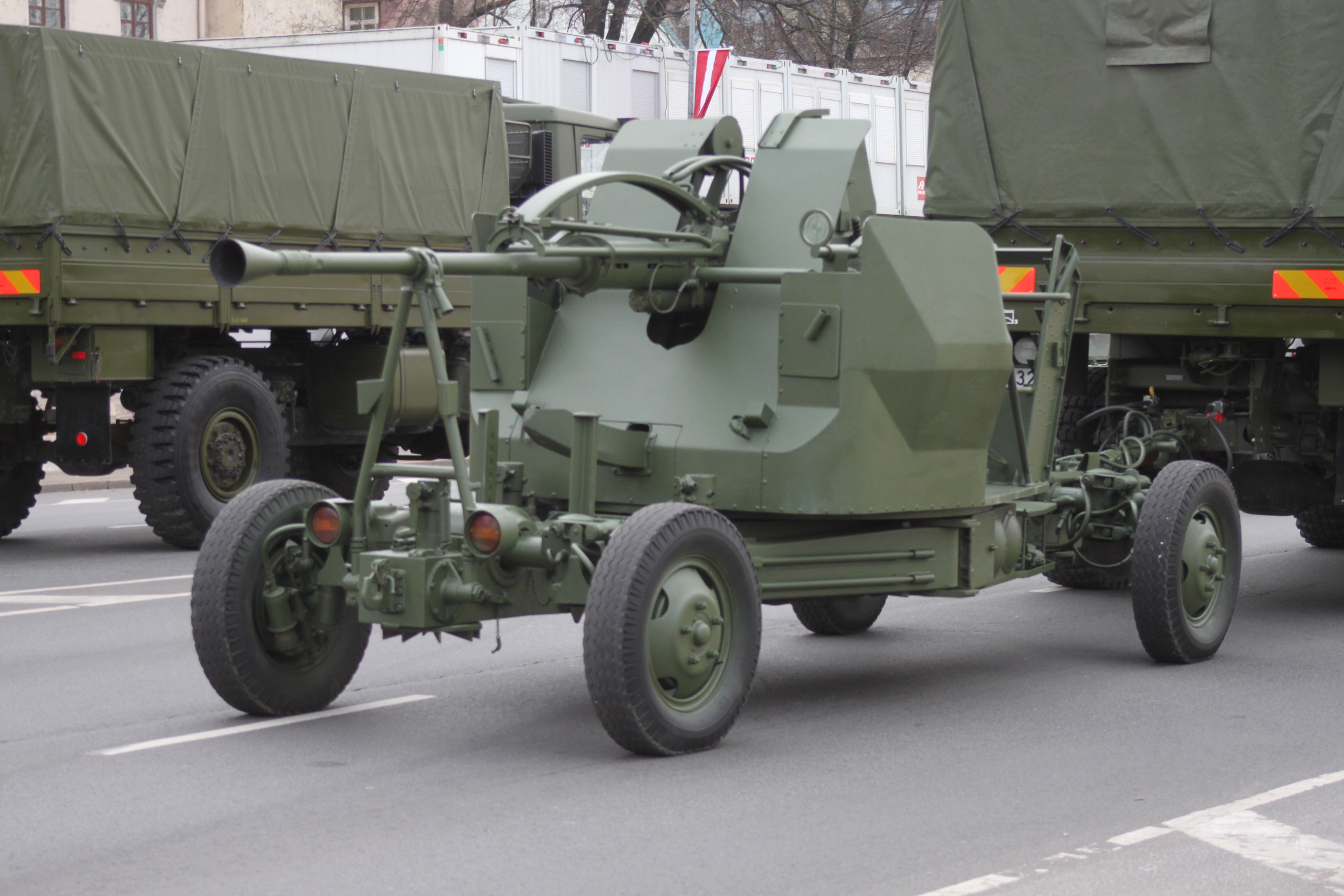
Bofors L/70 під час параду на день Незалежності Латвії на причепі військової Scania, 2014 рік

Латвія отримала установки L/70 разом з РЛС PS-70 («Giraffe») та системами управління вогнем від Швеції в 2000 році. Згодом вони були передані на озброєння 17-го батальйону протиповітряної оборони Національної Гвардії Латвії.
Серед іншого, з цих гармат виконують традиційні 21 залпів під час урочистостей з нагоди святкування дня Незалежності Латвії

### Литва
За тісної співпраці зі шведськими фахівцями у вересні 2000 року було створено батальйон протиповітряної оборони у складі повітряних сил Литви. На його озброєння були передані 18 шведських комплексів m/48. Комплекси мали у своєму складі РЛС PS-70 («Giraffe»), системи управління вогнем Cig 790, та гармати L/70.
Натомість, за даними видання корпусу морської піхоти США «Lithuania Country Handbook» за 2004 рік, на озброєнні Литовських військових перебувало не менше 36 установок L/70. Ці артилерійські установки також входили у склад озброєння наявних вже на той час у Литовських ВМС патрульних катерів типу «Шторм» та тральщиків типу «Ліндау».
9 лютого 2023 року під час візиту в Україну міністр оборони Арвідас Анушаускас заявив про передачу 36 зенітних гармат L/70 – ця зброя має бути особливо ефективною для боротьби з іранськими дронами-камікадзе «Шахед». 11 лютого Анушаускас повідомив, що перша партія гармат вже прибула в Україну.

### Сербія

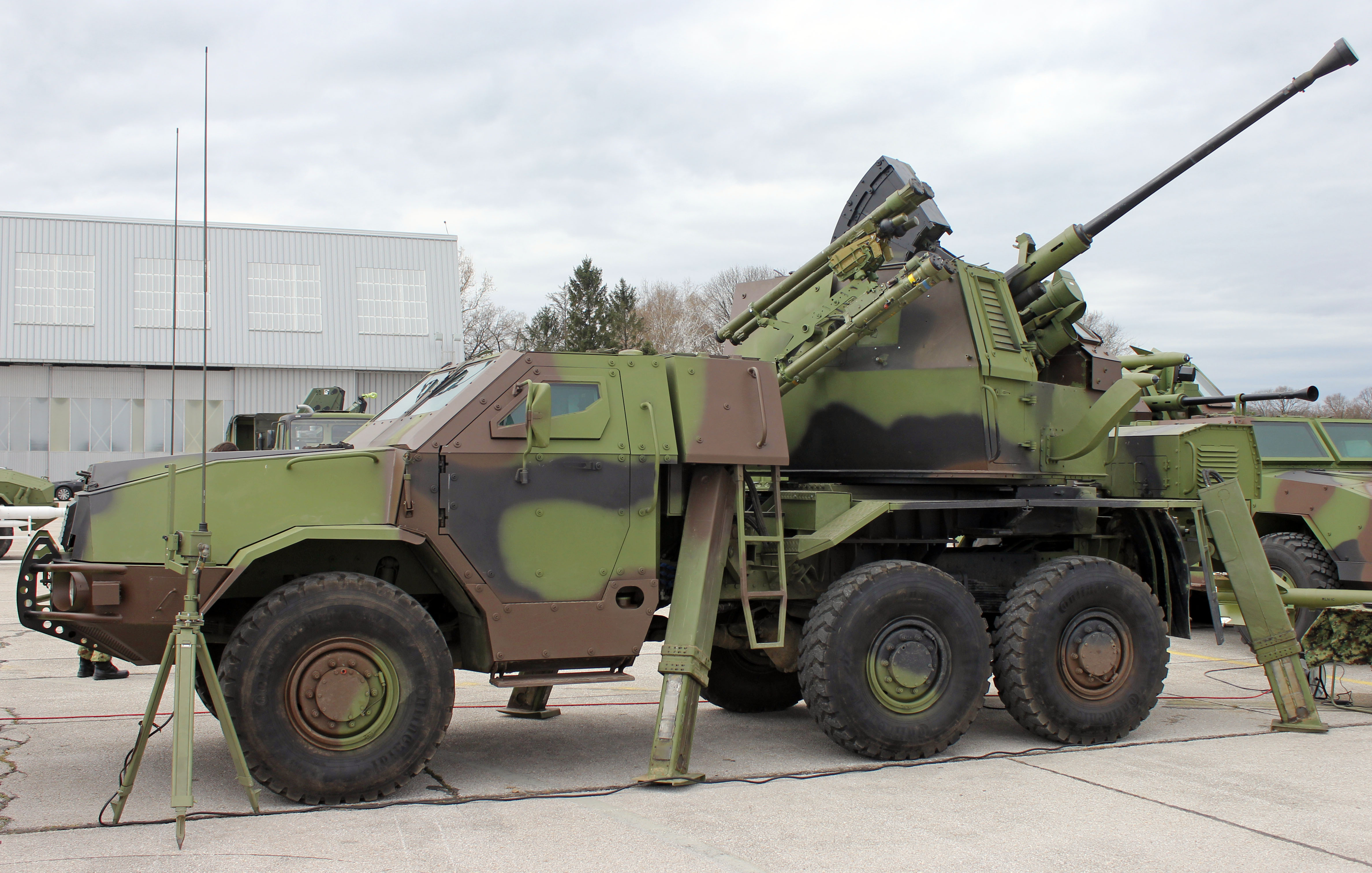
PASARS-16/ПАСАРС-16, квітень 2021 року

Іще у складі Югославії, в 1970-ті роки підприємство Zastava Arms придбало в компанії Bofors ліцензію на виробництво установок L/70 разом з лазерним далекоміром та балістичним комп'ютером. Також сербське підприємство Sloboda Čačak виготовляє боєприпаси для установок L/70.
Сербський Військово-технічний інститут представив у 2019 році зенітну ракетно-артилерійську систему PASARS-16. На повнопривідному колісному шасі FAP 2228 встановлено башту з артилерійською установкою L/70 та двома пусковими для зенітних ракет Mistral 3. Також були представлені варіанти з використанням ракет від ПЗРК «Стріла-2М».

### Таїланд
Артилерійські установки L/70 надійшли на озброєння Збройних сил Таїланду в 1950-ті роки та пройшли кілька етапів модернізації.
Наприкінці 1990-х для установок була придбана система наведення та управління вогнем Saab LVS FCS яка мусила підвищити імовірність ураження цілі з першого пострілу.
Місцеві підприємства також працювали над заміною гідравлічних приводів на сервомотори, впровадження цифрових систем управління для підвищення надійності та спрощення догляду за системою.
В жовтні 2022 року була представлена чергова модернізація — L70 OES. Установка отримала оптико-електронну систему наведення, при чому керування можливе як дистанційне, так і ручне безпосередньо з самої установки.

### Україна
11 січня 2023 року Президент Литви Гітанас Науседа на саміті Люблінського трикутника повідомив, що невдовзі Україні будуть передані зенітні установки L70 разом з боєприпасами.
19 січня 2023 року міністр оборони Литви Арвідас Анушаускас повідомив, що невдовзі Україні буде передано «десятки» установок L/70 з боєприпасами до них. Вже 7 лютого міністр оголосив про передачу «десятків» установок L-70 з боєприпасами Україні. Перед тим протягом двох тижнів у Литві проходили підготовку українські інструктори, які після повернення до України навчатимуть інших військових роботі з цією установкою. 9 лютого 2023 року стало відомо, що йдеться про 36 установок та 15 інструкторів.

### Фінляндія
В 2018 році корабельні установки Bofors 40 Mk4 були вибрані на заміну 57-мм артилерійським установкам для чотирьох ракетних катерів типу «Хаміна» (Hamina) ВМС Фінляндії під час їхньої модернізації.